# Max von Gutschneider
Max Gutschneider, ab 1853 Ritter von Gutschneider, (* 25. September 1799 in München; † 20. April 1874) in München war ein bayerischer Verwaltungsbeamter.

## Leben
Gutschneider studierte nach dem Gymnasialabschluss 1816 am Wilhelmsgymnasium München  an der Universität Würzburg Rechtswissenschaften. Um 1818 wurde er Mitglied des Corps Bavaria Würzburg. Nach dem Studium trat er in den bayerischen Staatsdienst ein. Von 1854 bis 1863 war er Regierungspräsident der von Mittelfranken. Von 1863 bis 1868 stand er der Regierung der Oberpfalz vor. Zuletzt lebte er als Staatsrat im außerordentlichen Dienst in München.
Gutschneider erhielt 1853 das Ritterkreuz des Verdienstordens der Bayerischen Krone. Damit einher ging die Nobilitierung. 1859 wurde er mit dem Komturkreuz dieses Ordens ausgezeichnet. Außerdem war er seit 1855 Träger des Komturkreuzes des Verdienstordens vom Heiligen Michael.